# 傑西·詹姆士·賈瑞特
傑西·詹姆士·賈瑞特（英語：Jesse James Garrett）是一名用戶體驗設計領域的設計師、網頁體驗設計公司Adaptive Path的創辦人，且為在使用瀏覽器瀏覽網頁時；於頁面更新內容時的過程中減低需消耗伺服器傳送資源之非同步更新技術「AJAX」概念的命名者。

## 生平
出生於加拿大的渥太華，在年幼時移居至美國的洛杉磯居住，於19歲後則改搬至舊金山。
從佛羅里達大學畢業後1995年傑西開始從事於網路介面的開發、即科技作家方面的職務，之後2001年另成立了專門處理使用者經驗的公司Adaptive Path。在Google公司的電子地圖服務「Google地圖」於2005年上線後，當年2月傑西發表出一篇談論此讓網頁透過Javascript以XML格式來回傳資料、達到非同步更新網頁內容技術的文章，並將此技術以「AJAX」來簡稱之、來代表原先含意「Asynchronous JavaScript and XML」的縮寫，而傑西所提出的內容讓他獲得2006年雜誌《Wired Magazine》頒發的Wired Magazine's Rave大獎，也讓往後資訊界以AJAX來稱呼此網頁設計技術。
之後2008年傑西與Mozilla公司合作，構思名為「Aurora」的案子來設想未來使用者在操控瀏覽器可能會接觸到的使用體驗，而他主導讓使用者透過網路能更便利分享訊息的「iWitness」專案也獲得2011年邁阿密奈特基金會的創新大獎優勝者。

## 個人著書
- 使用者體驗的組成的單元（The Elements of User Experience，2002年）ISBN 978-0-321-68368-7

## 媒體評價
- PC World：網路界前50大人物第49位[7]
- eWeek：百大科技界最具影響人物第66位[8]

## 外部連結
- 傑西·詹姆士·賈瑞特的個人部落格 （页面存档备份，存于）（英文）
- 傑西·詹姆士·賈瑞特創建的Adaptive Path公司 （页面存档备份，存于）（英文）